# Голдсэк, Дрю
Дрю Голдсэк (англ. Drew Goldsack; род. 23 августа 1981, Ред-Дир, Альберта) — канадский лыжник, участник двух Олимпийских игр и трёх чемпионатов мира. Специалист спринтерских гонок.
В Кубке мира Голдсэк дебютировал в 2004 году, в декабре 2011 года единственный раз в карьере попал в десятку лучших на этапе Кубка мира, в командном спринте. Кроме этого на сегодняшний день имеет на своём счету 10 попаданий в тридцатку лучших на этапах Кубка мира, 7  в командных гонках и 3 в личных. Лучшим достижением Голдсэка в общем итоговом зачёте Кубка мира является 104-е место в сезоне 2007/08.
На Олимпийских играх 2006 года в Турине показал следующие результаты: спринт - 31-е место, 15 км классическим стилем - 53-е место, скиатлон 15+15 км - 56-е место.
На Олимпиаде-2010 в Ванкувере занял 40-е место в спринте.
За свою карьеру принимал участие в трёх чемпионатах мира, лучший результат - 6-е место в командном спринте на чемпионате мира 2007 года, а в личных видах 21-е место в спринте на чемпионате мира 2005 года.
Использует лыжи производства фирмы Fischer, ботинки и крепления Salomon.